# 姜波 (足球运动员)
姜波（1982年1月25日—）是中国足球运动员，现由杭州绿城租借到中国足球甲级联赛球队北京八喜，司职守门员。

## 俱乐部生涯
姜波出自家乡球队辽宁队的青年队，2001年跟随球队升到甲B联赛，由于中国足协规定一家俱乐部不能同时拥有两支甲级队，于是球队被转让辽宁星光足球俱乐部葫芦岛宏运队参加2002赛季甲B联赛。赛季结束后，由于俱乐部被整体收购成立南京有有，姜波又成为南京有有的球员。他在甲B联赛的表现非常出色，并先后入选了中国国青队和中国国奥队集训名单。2005年，姜波被南京有有挂牌，标价高达350万元，虽然辽宁队一度打算回购他，但由于南京有有拒绝辽宁队提出的球员交换方案，最终并没有成功转会。
2006年12月31日，刚刚升上中国足球超级联赛球队浙江绿城击败广州医药等球队，以238万元人民币的身价签入姜波。2007年3月17日，姜波在联赛第三轮浙江绿城主场2比1战胜长春亚泰的比赛中首发登场，第一次亮相中超联赛。但该赛季他主要担任戚晓光的替补，基本是在板凳上度过，整个赛季仅得到8次上场机会。2008赛季开始，姜波开始坐稳球队主力门将位置，2009赛季跟随杭州绿城以联赛第15名的成绩降级。在2010赛季，由于广州医药和成都谢菲联卷入假球丑闻被罚降级，杭州绿城得以留在中超，但姜波在赛季初的状态不佳，联赛第三轮后主力位置让位于韩锋，直到第23轮开始才再次球队的首发门将，最终帮助杭州绿城获得职业史的最佳排名第四名，并获得2011年亚洲冠军联赛的参赛权。2011赛季，姜波继续担任球队主力并在杭州绿城历史上首次征战亚洲冠军联赛的六场小组赛全部首发登场。2012赛季，在冈田武史入主杭州绿城后，依然选择姜波作为球队的主力门将。2014赛季租借至中甲球队北京八喜。

## 国家队生涯
2002年1月，姜波首次入选中国国青队的集训名单。2003年1月，他第一次入选中国国奥队，之后在国奥队名单中几进几出，跟随国奥队参加过数场友谊赛，但最终没能在2004年雅典奥运会足球预选赛中得到出场机会。
2011年9月，姜波凭借在联赛中的出色表现被卡马乔选入中国国家足球队的大名单，以备战10月初和阿联酋的友谊赛和伊拉克的世界杯预选赛。2012年2月22日，姜波在中国国家队2比0击败科威特的友谊赛第83分钟替补曾诚登场，第一次代表国家队亮相。但此场比赛并非国际A级比赛，至今姜波仍没有代表国家队在A级比赛出场的经历。